# Chilegyndes
Chilegyndes is een geslacht van hooiwagens uit de familie Gonyleptidae.
De wetenschappelijke naam Chilegyndes is voor het eerst geldig gepubliceerd door Roewer in 1961. 

## Soorten
Chilegyndes is monotypisch en omvat slechts de volgende soort:
- Chilegyndes phillipsoni